# Коронаційний Євангелістарій

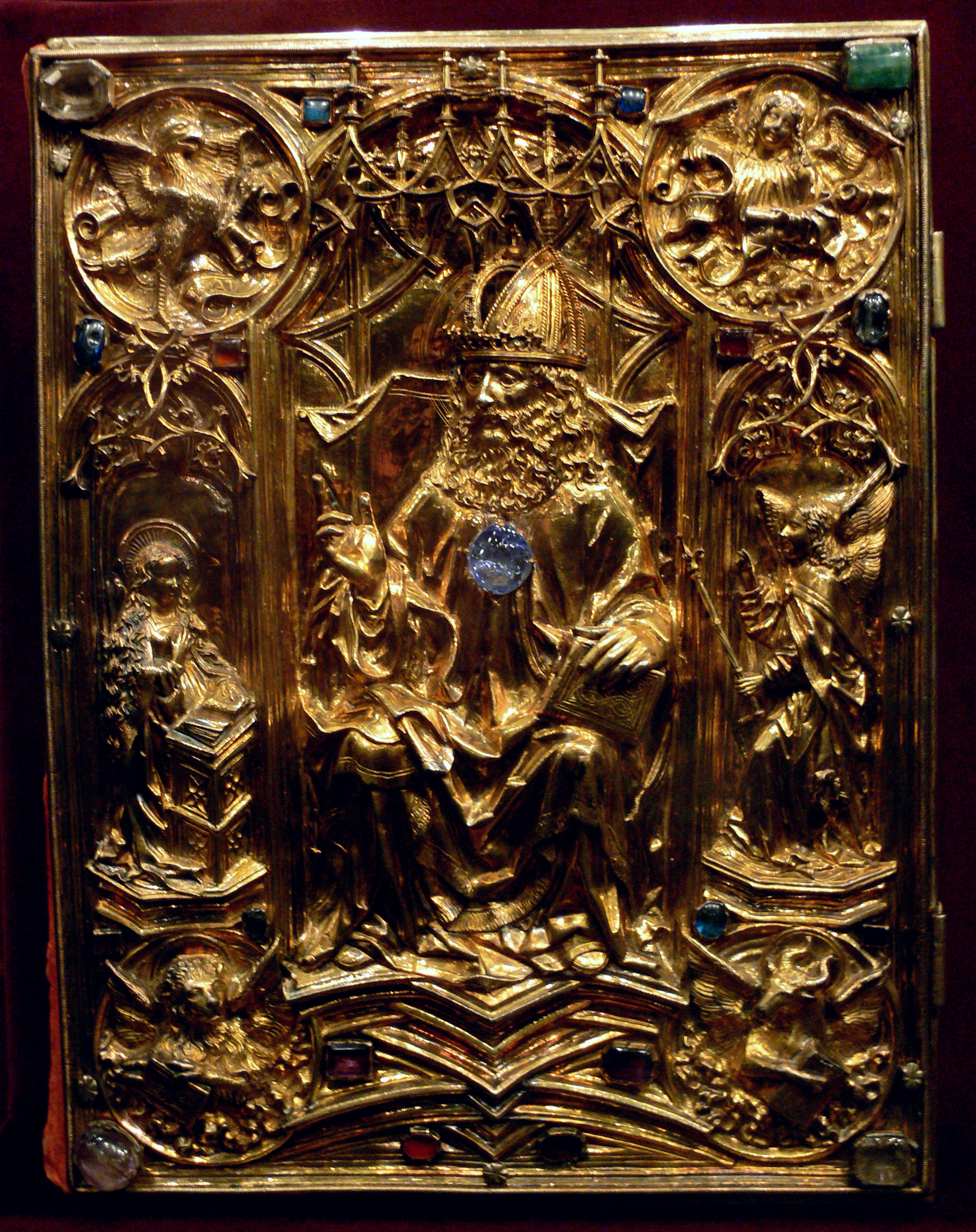
Коронаційний Євангелістарій, обкладинка, бл. 1500

Віденські коронаційні євангелія, також відомі як Коронаційний Євангелістарій або Імперський Євангелістарій — це ілюмінований євангелістарій, створений наприкінці 8-го сторіччя при дворі Карла Великого в Аахені. Обкладинка Коронаційного Євангелістарія створена Гансом фон Ройтлінгеном бл. 1500 р.
Коронаційний Євангелістарій є частиною Імперських регалій імператорів Священної Римської Імперії.
Сьогодні він перебуває у Музеї історії мистецтв, в імператорській скарбниці (нім. Kaiserliche Schatzkammer) в палаці Гофбург у Відні, Австрія (Schatzkammer, Inv. XIII 18).

## Історія
Коронаційний Євангелістарій — це головна робота серед невеликої групи манускриптів створених школою при дворі Карла Великого в Аахені, рукопис датується між 794 та кінцем 800 року.
Він був використаний майбутнім імператором під час його коронації у різдвяний день 800 року, коли Карл Великий поклав три пальці на першу сторінку Євангелія від Івана та дав клятву. Традиційно, рукопис вважається тим самим, що був знайдений у саркофазі Карла Великого, коли той був відкритий у 1000 році імператором Оттоном III.
З тих пір рукопис стає частиною імперських регалій і німецькі королі коронувались в Аахенському соборі на імператорів Священної Римської Імперії, промовляючи клятву над цим Євангелістарієм. Під час Війни першої коаліції манускрипт був вивезений в 1794 році з Аахена до Падерборна. а в 1811 році — до Відня, де він перебуває і зараз.

## Опис

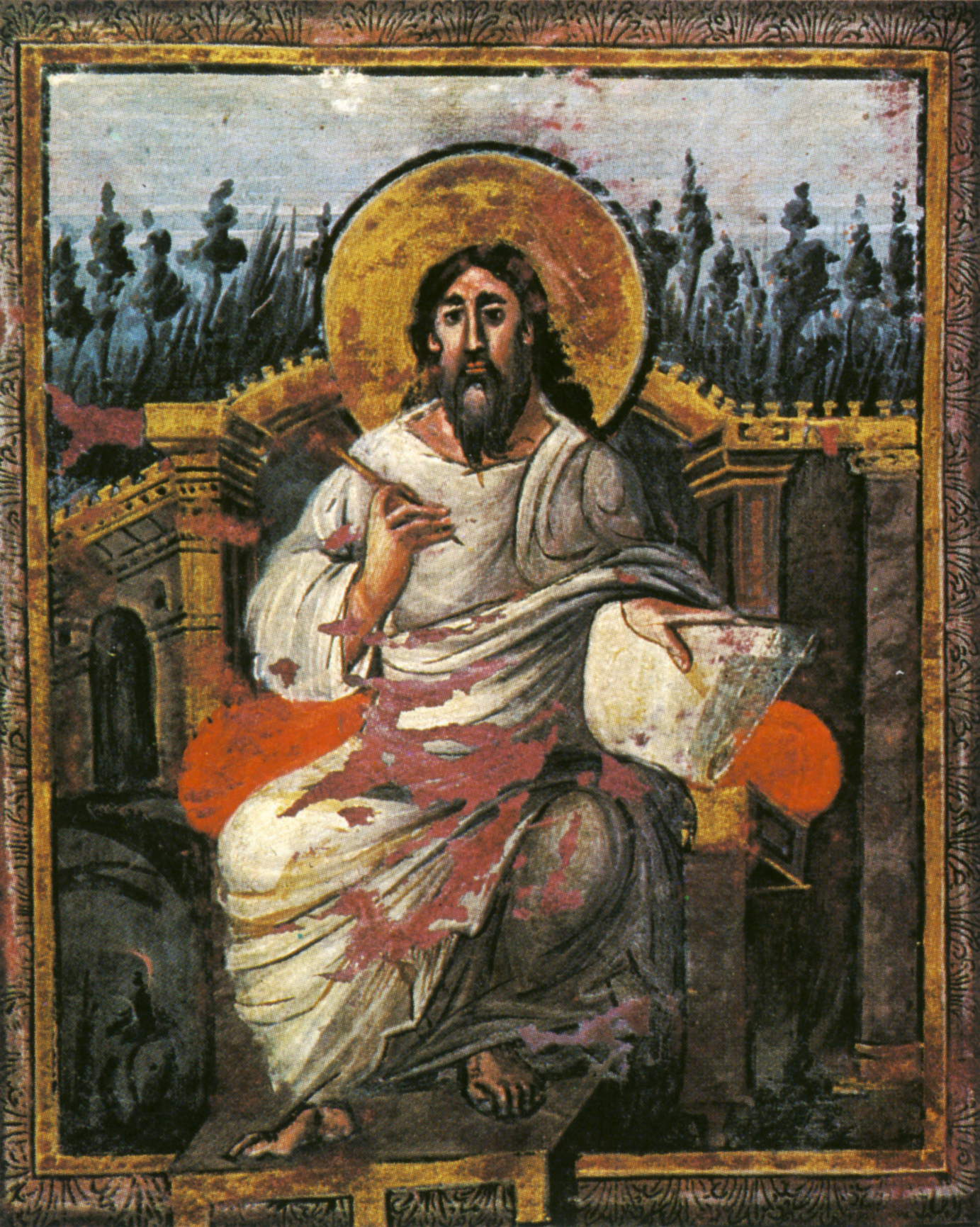
Коронаційний Євангелістарій. портрет Івана Богослова

### Манускрипт
Рукопис Коронаційного Євангелістарія складається з 236 листів пергаменту пурпурового кольору, текст по яких написано золотим та срібним чорнилом. Розмір сторінок 32,4 см × 24,9 см; кожна сторінка містить текст, розташований у одній колонці з 26 рядків. Інципітна сторінка кожного Євангелія містить три стилі письма, характерні для цінних ілюмінованих рукописів від Пізньої античності — capitalis rustica першого рядка, за яким іде монументальний capitalis quadrata другого рядка, який починає латинський текст Євангелія золотим чорнилом і продовжується безперервним унціалом, що не має відступів між словами чи пунктуації.
Рукопис прикрашений 16 сторінками канонічних таблиць та чотирма портретами Євангелістів — по одному на початку кожного Євангелія. Портрети виконані в каролінзькому стилі, що сильно запозичив від Візантійське мистецтво. На полях першої сторінки Євангелія від Луки золотими великими літерами написано грецьке ім'я Demetrius presbyter. Це може бути підписом одного з писарів або майстрів-ілюмінаторів та може вказувати на присутність візантійських митців при дворі Карла Великого.

### Обкладинка
Обкладинка Коронаційного Євангелістарія була створена ювеліром Гансом фон Ройтлінгеном з Аахену бл.1500 року. Обкладинка виконана горельєфом у золоті та показує Бога-Отця, що сидить на своєму троні перед покровом. Його ліва рука лежить на Біблії, а права піднята у жесті благословіння. направленому на Діву Марію. Вона тримається за серце під час Благовіщення. Права сторона обкладинки показує Ангела Благовіщення. Бог-Отець вдягнутий у імперське вбрання та корону-мітру, схожу на корону Максиміліана I, який був імператором Священної Римської імперії на час створення обкрадинки. Чотири кути передньої сторінки обкладинки прикрашені чотирма медальйонами, що містять символи чотирьох Євангелістів.